# Rasht
Rasht uttal (fil) (persiska: رَشْت) är administrativ huvudort för provinsen Gilan i norra Iran. Staden har cirka 680 000 invånare och är belägen 30 kilometer från Kaspiska havet. Rasht är huvudstad i Gilanprovinsen, och är en av regionens viktigaste städer. Klimatet i Rasht är fuktigt och varmt på sommaren och fuktigt, blåsigt och växlande på vintern. Rasht är en turistattraktion speciellt under sommaren. Ett framträdande språk i området är gilaki.
Ekonomin i Rasht är baserat på produktion och distribution av jordbruksprodukter som ris och siden, och även processindustri för mat. Några av de berömda stadsdelarna i Rasht är: Gulsar (Golsar), Safsar, Khamiran och Kurdmahale (Kordmahaleh).

## Historia
År 682, efter de arabiska erövringarna av området, nämndes namnet Rasht för första gången i skrift. Staden Rasht grundades under 1200-talet, och 1695 plundrades staden av ryska sjöfarare. Peter den store erövrade Rasht 1722 och stannade i regionen till 1734. 1917 – alternativt 1920 – ockuperades Rasht av de ryska bolsjevikerna, vilka brände ner basaren och tvingade invånarna i temporär exil. Rashts universitet grundades 1977.

## Klimat
Rasht har ett subtropisk varmt medelhavs klimat med fuktig sommar. Somrarna är fuktiga och varma, och vintrarna har måttliga temperaturer med växlande regn. Medeltemperaturen är 16,3°C och den totala årliga nederbörden är 1355,5 mm.